# ابهام نحوی
ابهام نحوی (انگلیسی: Syntactic ambiguity)، ابهامی است که در سطح کل جمله به وجود می‌آید.
ابهام نحوی، که ابهام ساختاری یا ابهام ساختی نیز نامیده می‌شود، آمفیبولی یا دو نوع برداشت، وضعیتی است که در آن یک جمله به دلیل ساختار جمله مبهم ممکن است به بیش از یک روش تفسیر شود.
ابهام نحوی نه از دامنه معانی تک واژه‌ها، بلکه از رابطه بین کلمات و بندهای یک جمله و ساختار جمله‌ای که زیربنای نظم کلمه در آن است، ناشی می‌شود. به عبارت دیگر، زمانی یک جمله از نظر نحوی مبهم است که یک خواننده یا شنونده بتواند به‌طور منطقی یک جمله را دارای بیش از یک ساختار ممکن تفسیر کند.
در دعاوی حقوقی، ممکن است از دادگاه‌ها خواسته شود که معنای ابهامات نحوی در اساسنامه یا قراردادها را تفسیر کنند. فرایند حل ابهام نحوی را ابهام زدایی نحوی می گویند.

## مثال
«ساسان با پیرمردی که برایش نان خریده بود، احوالپرسی کرد.»
در این جمله می‌توانیم به دو تعبیر دست یابیم:
1. ساسان با پیرمردی که ساسان برایش نان خریده بود، احوالپرسی کرد.
2. ساسان با پیرمردی که برای ساسان نان خریده بود، احوالپرسی کرد.

نوع رابطهٔ نحوی در جمله سبب شده‌است تا با دو تعبیر سر و کار داشته باشیم و با ابهام روبرو شویم.